# Vrána havajská
Vrána havajská (Corvus hawaiiensis) je druh ptáka z rodu Corvus, který byl endemitem pacifického ostrova Hawaii. Od roku 2002 je podle mezinárodního svazu ochrany přírody klasifikován jako taxon vyhynulý v přírodě.
Vrána havajská dosahuje délky okolo půl metru a váhy půl kilogramu (samci bývají větší). Peří je černé s bronzovým leskem. Od vrány černé se liší silnějším zobákem a zakulacenými křídly.
Vrána havajská původně obývala lesy na svazích sopek Mauna Loa a Hualālai, živila se převážně hmyzem, také vejci a mláďaty jiných ptáků nebo ovocem. Bylo u ní doloženo používání nástrojů: dobývá potravu ze škvír pomocí klacíků. V zajetí se dožívá věku až 28 let.
Havajci ptáka nazývají ʻalalā (dětský křik, podle jeho hlasu), v původním domorodém náboženství byl uctíván jako vtělení mrtvých předků.
Omezený areál, který se s postupem civilizace dále zmenšoval, rostoucí populace predátorů (např. promyka zlatá) stejně jako ptačí malárie přenášená zavlečeným komárem Culex quinquefasciatus vedly k tomu, že vrána havajská ve své vlasti vymizela a přežívá pouze v zajetí. V roce 2016 zahájila Zoologická zahrada San Diego program reintrodukce ptáků v rezervaci Pu'u Maka'ala.